# Himmelstorp
Himmelstorp er en firlænget bindingsværksgård ved foden af Kullaberg, et plateau i Brunnby sogn mellem Mölle og Arild i Höganäs kommun i det nordvestre Skåne ved Kullen og Kullens Fyr. Navnet Himmelstorp kommer af personnavnet Hemel eller Hemmel.
Gården omtales første gang i 1491 og har været i brug frem til midten af 1900-tallet. Den sidste bruger var August Johansson. De nuværende bygninger stammer fra 1800-tallets første halvdel og er erklæret som "byggnadsminne" (1978 ).
I dag er Himmelstorp en "hembygdsgård", hjemstavnsgård, som drives af Kullens hembygdsförening. Den er åben for besøgende fra 15. maj til 1. september. Traditionel midsommeraften fejres den 23. juni, høstmarked anden søndag i august og Jul på Himmelstorp anden søndag i advent.
På Himmelstorp blev der lavet mange scener til tv-serien Kullamannen fra 1967.

## Himmelstorps gravfelt
Omkring 200 meter sydøst for gården ligger et gravfelt fra yngre jernalder som består af tyve fortidslevn. De udgøres af to dommerringe (sv. "domarringar"), to runde stensætninger og 16 opretstående sten (bautasten, menhir). Dommerringene er henholdsvis 19 og 13 meter i diameter og består hver af ni sten som er knap en meter høje. Flere af de afrundede kampesten hviler på mindre underliggende sokkelsten. De opretstående sten er muligvis rester af tidligere dommerringe samt en skibssætning som ældre kilder angiver skal have været på pladsen. Yderligere en dommerring med en diameter på 16 meter findes mellem gravfeltet og hembygdsgården.

## Trykte kilder
- Erik Nylander: Kullen och Kullaberg med Arild i närbild topografisk och historisk beskrivning jämte tvenne stora kartor samt anvisningar för promenadturer .... Malmö Bokhandel, AB distribution 1950